# M4
 Тази статия е за звездния куп.  За автоматичната карабина вижте M4 (автомат).  
М4 (също познат като NGC 6121) е кълбовиден звезден куп в съзвездието Скорпион.
М4 има ширина 75 светлинни години.
Открит е от френския астроном Филипе Шесо през 1764 г. През 1987 г. в него е открит първият милисекунден пулсар – 1821-24, който е неутронна звезда, въртяща се повече от 300 пъти в секунда, което е почти 10 пъти повече от пулсара в Ракообразната мъглявина М1. Вторият милисекунден пулсар е открит в М28 по-късно през същата година.
През 1999 г. космическият телескоп Хъбъл фотографира бели джуджета в М4, каквито са предимно старите звезди в нашата Галактика Млечния път.
В Нов общ каталог се води под номер NGC 6121.
Разстоянието до М4 e изчислено на около 7200 светлинни години, което го прави най-близкия кълбовиден звезден куп до слънчевата система. М4 може да бъде открит с просто око при добри условия – тъмно и безлунно небе, на 1.3 градуса от Антарес, най-ярката звезда в Скорпион, с малко оптична помощ.
М4 е един от най-разкошните сферични купове в небето. Поглъщането на лъченията от междузвездната среда придава на купа оранжев или кафеникав цвят. Неговият ъглов диаметър е повече от 26', което е почти колкото пълната Луна, и отговаря на линеен размер от 55св.г. Това е един от най-разсеяните сферични звездни купове. М4 се отдалечава от нас със скорост 65 км/секунда и съдържа повече от 43 познати променливи звезди.